# Ultimate Avengers
Ultimate Avengers (conocida como Ultimate Avengers: Los Vengadores o Los Últimos Vengadores en español) es una película de animación directamente para DVD, basada en los cómics The Ultimates (2002), fue producida por MLG Productions y distribuida por Lions Gate Entertainment. El DVD apareció el  21 de febrero de 2006 en América, y en Europa el 2 de octubre de 2006. La película debutó por televisión el 22 de abril de 2006 por Toonami, Cartoon Network.

## Prólogo
A world in crisis. Age-old enemies on the verge of attack. A mighty team is recruited, and Earth's ultimate hero is sought to lead them - Captain America. Unfortunately, he's been frozen in ice for over sixty years. Inspired by Marvel's best-selling books, "The Ultimates," this is the extraordinary story of six very independent heroes who, like it or not, must fight as one to save the world. Little did they know that their biggest threat would emerge from within their very own ranks - The Incredible Hulk.
En un mundo en crisis, enemigos ancestrales están al borde de una guerra definitiva. Un poderoso equipo es reclutado, y el último héroe sobre la tierra es buscado para liderarlos, el Capitán América. Desafortunadamente, él ha estado congelado durante los últimos 60 años. Inspirado por los libros best-seller de Marvel Comics, es una extraordinaria historia de seis superhéroes independientes quienes, les guste o no, deben luchar como si fueran uno solo, para salvar al mundo. Pero ninguno sospecha que su mayor amenaza podría emerger desde el interior de sus propias filas... El Increíble Hulk.

## Argumento
El Capitán América lucha como refuerzo del ejército estadounidense en un ataque contra una base de misiles de los nazis. Al entrar en los laboratorios, el Capitán descubre que estos han recibido tecnología y ayuda de una raza alienígena, los chitauri. Irrumpe Herr Kleiser, un general nazi, con quien tiene una pelea, antes de subirse al misil disparado por los científicos alemanes. Kleiser, quien es en realidad un chitauri disfrazado, persigue al Capitán y tras una disputa, cae hacia las llamas propulsoras del misil, mientras el Capitán América logra hacer estallar el artefacto con una granada, cayendo por el impacto a las frías aguas submarinas.
Sesenta años después, es encontrado y rescatado por una organización gubernamental. S.H.I.E.L.D., cuyo comandante Nick Fury quiere que se una a su proyecto de crear un equipo, Los Vengadores, los heroes más poderosos del planeta, para defender a la Tierra de la amenaza Chitauri, quienes se encuentran camuflados entre nosotros buscando Vibranium, un metal raro y muy resistente que sirve también como fuente de poder.
Entre los demás candidatos están Iron Man, quien es en realidad Tony Stark, un multimillonario dueño de Stark Industries, Natasha Romanoff , una espía rusa de elite parte de S.H.I.E.L.D., Janet Van Dyne "La Avispa" una mujer que junto a su esposo Hank Pym pueden manipular las partículas Pym para cambiar su tamaño a voluntad, y Thor, un dios asgardiano que se encuentra en la Tierra y lleva a cabo actos para defender la naturaleza.
Aunque escépticos, la mayoría decide unirse al equipo y realizar su primera misión, detener a un chitauri que se infiltró en un cuartel de S.H.IE.L.D. para robar información.
La misión fracasa luego de que la mayoría no lograra ponerse de acuerdo con los demás y deciden separarse. Mientras tanto el doctor Bruce Banner a estado experimentando con su propia sangre para hallar una manera de controlar a Hulk, la criatura en la que se transforma cuando se irrita o enoja tras haber sobrevivido a una explosión de rayos gamma. Gracias a la sangre obtenida del Capitán América, el doctor Banner logra sintetizar un medio para lograr su cometido, a pesar de las negativa de su compañera Betty Ross y el enojo de Nick Fury por haber hecho pruebas en secreto y malgastar el experimento para revivir el proyecto del Super Soldado.
En eso, los chitauri vuelven a atacar, esta vez a la sede de S.H.I.E.L.D. Todos los héroes deciden reunirse y contraatacar la amenaza, peleando codo a codo y logrando reducir el ataque, pero el doctor Banner ahora convertido en Hulk, se ha convertido en una amenaza tras haberse descontrolado e intentar matar al resto de los Vengadores. Tras grandes esfuerzos que casi terminan matando al equipo, Hulk es reducido y aplicado su suero para aplacar los efectos.
Finalmente, los Vengadores se reúnen para celebrar, el doctor Banner es puesto encerrado bajo vigilancia, y los héroes ahora son conocidos en todo el mundo.

## Reparto
| Actor           | Role                           |
| --------------- | ------------------------------ |
| Justin Gross    | Steve Rogers / Capítan América |
| Marc Worden     | Tony Stark / Iron Man          |
| Andre Ware      | General Nick Fury              |
| Grey DeLisle    | Janet Van Dyne-Pym / Wasp      |
| Nolan North     | Hank Pym / Giant-Man           |
| Dave Boat       | Thor                           |
| Olivia D'Abo    | Natasha Romanov / Viuda Negra  |
| Fred Tatasciore | Hulk                           |
| Michael Massee  | Dr. Bruce Banner               |
| Nan McNamara    | Dr. Betty Ross                 |
| Jim Ward        | Herr Kleiser                   |

## Recepción
La recepción general de Ultimate Avengers fue positiva y los críticos a menudo elogiaron la animación y la actuación de voces de la película; sin embargo, David Cornelius de eFilmCritic.com declaró que "Es demasiado violenta para los espectadores más jóvenes, pero no lo suficientemente madura para los mayores. Es una película atrapada en entre audiencias objetivo", y Marc Kandel declaró que todavía era "Más satisfactorio que las películas de acción real Daredevil, Elektra y Punisher"